# Spargo
Spargo est un groupe néerlandais de disco, funk et pop, originaire d'Amsterdam. Il est connu pour ses succès 'YYou and Me, Head Up to the Sky, One Night Affair, Just for You et Hip Hap Hop dans les années 1980.

## Histoire

### Première période
Spargo est formé par Mulder, Elbersen (tous deux ayant joué dans le groupe de blues rock Space 7), Driessen, Nassenstein et Lammertink. Le groupe s'appelle à l'origine Funkliefhebber Lammertink. Elbersen quitte le groupe et en 1979, la chanteuse américaine Lilian Day Jackson, belle-fille du batteur de jazz Art Blakey, le rejoint. Avec Jackson et Driessen comme chanteuses principales, le groupe obtient un son distinctif et réussit à percer. En 1980, le single You and Me se classe en tête des charts aux Pays-Bas et devient le disque le plus vendu dans ce pays en 1980. Le single connaît également un grand succès en Europe, en Belgique, en Allemagne, en Islande et en Suède. Entre août 1980 et mars 1982, Spargo a obtenu quatre autres succès dans le top 5 aux Pays-Bas, mais le succès de You and Me n'est pas égalé.
Entre octobre 1982 et mars 1984, le groupe obtiennent quatre autres succès dans le top 40, mais aucun n'a autant de succès que les précédents. Jackson et Lammertink quittent le groupe à la fin de l'année 1983. Le batteur est remplacé par René van Collem, ancien membre de Doe Maar, et un nouvel album, Step by Step, est enregistré. Le premier single, Lady, est le dernier succès du groupe jusqu'en 1997. Après avoir connu moins de succès et leur musique étant apparemment tombée en disgrâce, le groupe met fin à ses activités en 1985.

### Retour
En 1997, le groupe se reforme avec le frère de Jackson, Larry, qui rejoint le groupe aux percussions, afin d'enregistrer un nouveau single Indestructible pour un CD de compilation. Le groupe enregistre également une autre chanson, Make a New Start, qui figure également sur la compilation. Le groupe se produit ensuite en direct et à la télévision, notamment lors d'une émission unique de TopPop.
Fin 2015, le groupe, rejoint par Larry Jackson et Joao, le fils de Driessen (au saxophone et aux claviers), donne un mini-concert complet lors de l'événement Let's Dance de Humberto Tan au Ziggo-Dome d'Amsterdam, qui affichait complet. En juin 2017, le groupe se produit dans le cadre des 40-UP Festivals au Red Light Jazz festival à Amsterdam. En 2018, la fille de Driessen, Jazzi Bobbi, remixe le plus grand succès du groupe, You and Me, qui est présenté dans une publicité télévisée de Vodafone.
En avril 2023, la chanteuse du groupe, Lilian Day Jackson, décède à l'âge de 63 ans. 

## Discographie

### Albums studio
- 1980 : Good Time Spirit
- 1981 : Go
- 1982 : Hold On
- 1984 : Step by Step

### Compilations
- 1982 : The Best of
- 1983 : Greatest Hits
- 1990 : Best of Spargo
- 1997 : Indestructible – The Singles Collection
- ???? : Inner Circle Meets Spargo (avec Inner Circle)

### Singles
- 1980 : You and Me
- 1980 : Head Up to the Sky
- 1980 : Sometimes
- 1981 : One Night Affair
- 1981 : Just for You
- 1982 : Hip Hap Hop
- 1982 : So Funny
- 1982 : Goodbye
- 1983 : Do You Like Me
- 1983 : Groovy People
- 1983 : Love and True Love
- 1984 : Lady
- 1984 : I’m in Love
- 1997 : Indestructible